# Transcytose
 (décembre 2015).
Si vous disposez d'ouvrages ou d'articles de référence ou si vous connaissez des sites web de qualité traitant du thème abordé ici, merci de compléter l'article en donnant les références utiles à sa vérifiabilité et en les liant à la section « Notes et références ».

La transcytose correspond à un passage (entrée et sortie) à travers une cellule, le plus souvent muqueuse ou endothéliale.
Il peut s'agir de transport transcellulaire de matériaux inclus dans des vésicules qui ne sont pas interceptées par les lysosomes et qui traversent la cellule d'un côté à l'autre sans être modifiées (par exemple: passage d'un complexe immun à travers la barrière intestinale).
Le transport peut avoir lieu :  soit par des vésicules indépendantes qui se déplacent à travers la cellule endothéliale en venant de la face luminale (exposée à l'intérieur du vaisseau) vers la face interstitielle (exposé au liquide interstitiel), soit plus rarement, les vésicules fusionnent en formant un canal qui traverse la cellule.
Un processus important dû à la transcytose est le passage des anticorps du lait maternel dans les cellules du nourrisson. Ce processus explique pourquoi le nourrisson alimenté par le lait maternel est résistant aux infections.
Inversement, des bactéries peuvent être capables d'utiliser la transcytose pour déjouer la phagocytose ou les barrières anatomiques et se disséminer dans l'organisme : survie dans le phagocyte (entrée et sortie), passage à travers des cellules muqueuses intactes.